# Alf Kjellin
Alf Kjellin (* 28. Februar 1920 in Lund; † 5. April 1988 in Los Angeles) war ein schwedischer Schauspieler und Filmregisseur. In den USA trat er kurzzeitig auch unter dem Pseudonym Christopher Kent in Erscheinung.

## Leben
Alf Kjellin wurde als Sohn des schwedischen Kunsthistorikers Helge Kjellin (1885–1984) geboren. Er trat nach seiner Ausbildung sowohl auf der Bühne als auch sehr bald im Film auf. Auch nach seinem ersten Film in den USA agierte Kjellin bis Mitte der 1960er Jahre hauptsächlich in schwedischen Filmen, später häufiger auch in internationalen Produktionen. Bei einigen Filmen führte Kjellin Regie, in den letzten Jahren seiner Berufstätigkeit ausschließlich im US-Fernsehen.

## Filmografie (Auswahl)

### Darsteller
- 1942: Egoismus der Liebe (Appassionata)
- 1944: Die Hörige (Hets)
- 1946: Das Mädchen vom Germundshof (Driver dagg, faller regn)
- 1947: Das Mädchen vom Moorhof (Tösen fran stormyrtorpet)
- 1947: Frau ohne Gesicht (Kvinna utan ansikte)
- 1949: Madame Bovary und ihre Liebhaber (Madame Bovary)
- 1950: Menschenjagd (Sånt händer inte här)
- 1950: Singoalla – die Zigeunerin (Singoalla)
- 1951: Einen Sommer lang (Sommarlek)
- 1952: Im Banne des Teufels (The Iron Mistress)
- 1953: Der Gehetzte (The Juggler)
- 1953: Die Liebenden vom Gullbrandstal (Ingen mans kvinna)
- 1957: Britta, das Malermodell (Het är min längtan)
- 1957: Sommerfrische gesucht (Sommarnöje sökes)
- 1960: Karneval
- 1960: Panik im Paradies (Panik i paradiset)
- 1963: Die Sieger (The Victors)
- 1965: Das Narrenschiff (Ship of Fools)
- 1966: Überfall auf die Queen Mary (Assault on a Queen)
- 1967: Eisstation Zebra (Ice Station Cebra)
- 1974: Zandys Braut (Zandy’s Bride)

### Regie
- 1955: Die Neue (Flickan i regnet) – auch Darsteller
- 1961: Lustgarten (Lustgården)
- 1968: Gestatten, das sind meine Kohlen! (Midas Run)
- 1970: The McMasters (The Mcmasters … Tougher than the West itself)
- 1972: Bonanza (Fernsehserie, 2 Episoden)
- 1972–1974: Mannix (Fernsehserie, 4 Episoden)
- 1972–1975: Die Waltons (The Waltons, Fernsehserie, 10 Episoden)
- 1974: Columbo: Momentaufnahme für die Ewigkeit (Negative Reaction, Fernsehreihe)
- 1974: Columbo: Teuflische Intelligenz (Mind over Mayhem)
- 1974: Unsere kleine Farm (Little House on the Prairie, Fernsehserie, 1 Episode)